# Александровка (Городищенское сельское поселение)
Александровка — деревня в Урицком районе Орловской области, России.
Входит в состав Городищенского сельского поселения.

## География
Расположена на правом берегу реки Цон между деревнями Карелкино (на востоке) и Григорово (на западе). Через все три населённых пункта проходит общая просёлочная дорога.
В Александровке имеется одна улица — Дачная.

## Население
| 2010 |
| ---- |
| 25   |